# Aeropuerto de Old Crow
El Aeropuerto de Old Crow (del inglés: Old Crow Airport) (IATA: YOC, OACI: CYOC) está ubicado en Old Crow, Yukón, Canadá, y es operado por el gobierno de Yukon. Este aeropuerto es de extrema importancia para la comunidad puesto que esta no es accesible por tierra.
Este aeropuerto es clasificado por NAV CANADA como un puerto de entrada y es servido por la Canada Border Services Agency. Los oficiales de la CBSA pueden atender aviones de hasta 15 pasajeros.

## Aerolíneas y destinos
- Air North
  - Whitehorse / Aeropuerto Internacional de Whitehorse Erik Nielsen
  - Dawson City / Aeropuerto de Dawson City
  - Fairbanks / Aeropuerto Internacional de Fairbanks
  - Inuvik / Aeropuerto de Inuvik